# Шепелюк, Валентин Павлович
Валентин Павлович Шепелюк (17 ноября 1907, Симферополь — неизвестно) — советский журналист, организатор кинематографа и  телевидения. Первый директор Сталиногорской телестудии.

## Биография
Валентин Шепелюк родился 17 ноября 1907 года в Симферополе.
С мая 1917 года жил в городе Стерлитамак. После того как от чахотки в 1917 году умерла мать, а в 1918 году отец, в 11-летнем возрасте вместе с братом Анатолием и сестрой Ниной попал в партизанский отряд рабочих Василия Блюхера, в котором пробыл до 1919 года. В дальнейшем воспитывался в детском доме.
В 1926 году перебрался в Москву, где поступил на литературное отделение рабочего факультета искусств. В 1929 году поступил на литературный факультет Московского университета, ставшего через два года Редакционно-издательским институтом ОГИЗа. В студенческие годы познакомился с писателем Максимом Горьким. Общался со старшей сестрой Владимира Ленина Анной Ульяновой-Елизаровой, в 1924 и 1925 годах гостил на её даче.
Начал работать в издательстве «Профиздат», где был редактором книжного сектора. С 1933 года трудился в газете «Северный путь» Северной железной дороги. Здесь Шепелюк заведовал производственным отделом, в 1937 году был назначен ответственным секретарём.
В 1938 году перешёл в газету «Кино», где заведовал отделом производства фильмов. Специализировался на новой технике кино, печатался по этой теме в разных изданиях.
В 1939 году был призван в Красную армию. Участвовал в советско-финляндской войне. Командовал ротой связи штаба корпуса. В июне 1941 года вступил в московское народное ополчение, но в октябре был назначен командиром отдельной роты правительственной связи НКВД и занимал эту должность до февраля 1943 года. После этого был назначен начальником штаба отдельного батальона, позже — командиром моторизованной отдельной роты правительственной связи НКВД. Дважды за выполнение специальных заданий правительства был награждён орденом Красной Звезды. Был капитаном НКВД.
После окончания Великой Отечественной войны министр кинематографии СССР Иван Большаков с трудом добился демобилизации Шепелюка, после чего направил его в группу научно-экспериментальных разработок студии «Стереокино». Здесь он руководил группой проектирования стереокинотеатров, работал в лаборатории изобретателя безочкового стереоскопического кинематографа Семёна Иванова. Однако вскоре направление было ликвидировано — его сочли преждевременным.
В сентябре 1948 года Шепелюк возобновил журналистскую карьеру и пришёл в столичную редакцию московской областной газеты «Московская кочегарка». Здесь он заведовал отделами писем и информации. В 1949 году возглавил отделение газеты, которое располагалось в Сталиногорске (сейчас Новомосковск). После того как в 1954 году «Московскую кочегарку» реорганизовали и полностью перевели редакцию в Сталиногорск, Шепелюка назначили главным редактором районной газеты «Сталиногорская правда». На этом посту он работал до 1957 года.
Затем Шепелюк благодаря сильным организаторским способностям стал первым директором созданной в конце 1956 года Сталиногорской телестудии — третьей в стране после Московской и Ленинградской. Он был одним из трёх сотрудников телецентра наряду с контролёром передач, оператором и художником Валентином Воробьёвым и главным бухгалтером. Однако проработал на этом посту недолго.
В 1957 году вступил в Союз журналистов СССР.
Награждён орденами Красной Звезды (дважды — июнь 1944, 16 сентября 1945), Отечественной войны II степени (6 апреля 1985), медалями, в том числе «За оборону Москвы», «За победу над Германией в Великой Отечественной войне 1941—1945 гг.», «За победу над Японией».
Дата смерти неизвестна.

## Семья
Отец — Павел Петрович Шепелюк (1870 — 18 марта 1918), петроградский рабочий Путиловского завода, большевик, редактор газеты «Рабочий и солдат». Был председателем Стерлитамакского совнаркома Совета рабочих и солдатских депутатов, председателем ревкома, делегатом 3-го Всероссийского съезда Советов. Его именем назван сквер в Стерлитамаке, где он и похоронен.
Мать — Мария Васильевна Шепелюк (?—1917).
Младший брат — Анатолий Павлович Шепелюк (1908—1971), художник.
Младшая сестра — Нина Павловна Шепелюк.